# 宇野薫
宇野 薫（うの かおる、1975年5月8日 - ）は、日本の男性総合格闘家。神奈川県横須賀市出身。UNO DOJO所属。元修斗世界ライト級王者。

## 来歴
中学1年でサッカー部、2年から3年までは野球部に所属。横浜高等学校ではレスリング部に所属。同じレスリング部には渋谷修身も所属していた。1993年7月、高校3年時にパンクラスの第1回入門テストを受験するも、不合格となった。
スポーツ専門学校に進学後、修斗に興味を持ちシューティングジム八景に入門。この時期に佐藤ルミナの指導を受けた。ほどなくして和術慧舟會に移籍。
1996年、全日本アマチュア修斗選手権の決勝戦で桜井速人に敗れ準優勝となる。決勝戦の相手だった桜井速人を相手に10月4日に修斗でプロデビュー。
1998年から外国人選手相手に実績を重ね頭角を現す。1998年10月25日、抜擢を受けて出場したVALE TUDO JAPAN '98にてヒカルド・"リッキー"・ボテーリョにTKO勝ちを収めた。
1999年5月29日、修斗ウェルター級（-70kg）王座決定戦で元師匠の佐藤ルミナと対戦し、スリーパーホールドで一本勝ちを収め王座獲得に成功した。
1999年9月5日、修斗でディン・トーマスと対戦し、スリーパーホールドで一本勝ち。2000年4月2日、修斗でデニス・ホールマンと対戦し、判定勝ち。
2000年12月17日、修斗ウェルター級タイトルマッチで挑戦者の佐藤ルミナと再戦し、右フックでKO勝ちを収め王座の初防衛に成功した。試合後に王座返上と修斗からの撤退を表明した。
2000年12月31日、INOKI BOM-BA-YEでプロレス初挑戦。小路晃とタッグを組み、ザ・グレート・サスケ&松井大二郎と対戦。最後はサスケのラ・マヒストラルでフォール負け。

### UFC
2001年2月23日、UFC初出場となったUFC 30で行われた初代UFC世界バンタム級（現ライト級）王座決定戦でジェンス・パルヴァーと対戦し、0-2の判定負けを喫し王座獲得に失敗した。
2001年11月2日、UFC 34でBJ・ペンと対戦し、開始11秒フェンス際でパンチ連打を浴びKO負け。
2002年2月15日、リングスの最終興行となったWORLD TITLE SERIES GRAND FINALで高阪剛と旧リングスルールのエキシビションマッチを行った。
2002年9月27日、UFC 39のUFC世界ライト級王座決定トーナメント1回戦でディン・トーマスと対戦し、3-0の判定勝ち。
2003年2月28日、UFC 41のUFC世界ライト級王座決定トーナメント決勝戦でBJ・ペンと再戦し、1-1の判定ドローで王座獲得に失敗した。
2003年9月26日、UFC 44でエルメス・フランカと対戦し、右ストレートでKO負け。
2003年12月7日、全日本キックボクシング連盟のFujiwara Festivalで総合ルールのエキシビションマッチで小林聡とタッグを組み藤原敏男＆國奥麒樹真と対戦した後、キックルールのエキシビションマッチで小林聡と対戦した。
2003年12月15日、WOLF REVOLUTION meets LUZで魔裟斗と1Rキックボクシングルール、2R総合格闘技ルールのエキシビションマッチを行った。
2004年3月22日、修斗で川尻達也と対戦し、0-1の判定ドロー。
2004年12月31日、K-1 PREMIUM 2004 Dynamite!!で元ルンピニースタジアム認定ライト級王者のチャンデット・ソーパンタレイと対戦し、チョークスリーパーで一本勝ち。

### HERO'S
2005年3月26日、HERO'Sでヨアキム・ハンセンと対戦し、膝蹴りでKO負け。
2005年9月7日、HERO'Sミドル級（-70kg）トーナメント準々決勝で所英男と対戦し、3-0の判定勝ち。準決勝で山本"KID"徳郁と対戦し、左眉尻のカットでTKO負け。
2006年8月5日、HERO'S 2006 ミドル級世界最強決定トーナメント準々決勝ではブラックマンバと対戦、長身を生かしたパウンド等で攻め込まれるも、チョークスリーパーで一本勝ち。
2006年10月9日、ミドル級トーナメント準決勝でアイヴァン・メンジバーに判定勝ちするものの、決勝ではJ.Z.カルバンに判定負けを喫し、準優勝に終わった。
2007年3月12日、HERO'S 2007 開幕戦 〜名古屋初上陸〜でアリ・イブラヒムに1R腕ひしぎ十字固めで一本勝ち。
2007年7月16日、HERO'S 2007 ミドル級世界王者決定トーナメント開幕戦で行われたミドル級トーナメントの1回戦で永田克彦と対戦。ほぼスタンドでの攻防で5分3Rを戦い抜き、3-0の判定勝ち。
2007年8月、10月11日に亀田大毅とのタイトルマッチを控えたボクシングWBC世界フライ級王者内藤大助らと長野県車山高原で合宿を行った。
2007年9月17日、HERO'S 2007 ミドル級世界王者決定トーナメント決勝戦で行われたミドル級トーナメントの準決勝でアンドレ・ジダと対戦。ジダの打撃で顔面をカットするなどして攻め込まれ、グラウンドでもいいポジションを取れず、判定負け。この試合で下顎を2箇所骨折する重傷を負った。

### DREAM・UFC
2008年5月11日、シード出場となったDREAM.3のライト級グランプリ2回戦で石田光洋と対戦し、チョークスリーパーで一本勝ち。7月21日、DREAM.5のライト級グランプリ準決勝で青木真也と対戦し終始青木のペースに引き込まれ判定負け。
2009年3月17日、UFC公式サイトにて約6年ぶりとなるUFC復帰が発表され、4月10日付けで12年間所属していた和術慧舟會を離れフリーランスとなった（マネジメントはフロム・ファーストプロダクション）。
2009年6月13日、UFC 99でスペンサー・フィッシャーと対戦し、0-3の判定負け。11月21日、UFC 106でファブリシオ・カモエスと対戦し、2Rにグラウンド状態からの顔面蹴りあげでカモエスに減点1が与えられたものの1-0の判定ドローとなった。
2010年3月31日、UFC Fight Night: Florian vs. Gomiでグレイゾン・チバウと対戦し、パウンドでTKO負け。
2010年5月29日、UFCファンエキスポで行なわれたGrapplers Questのスーパーファイトでフレジソン・パイシャオンと対戦し、腕ひしぎ十字固めで一本負け。
2010年7月10日、DREAM.15の休憩中にリングに上がり、フェザー級に階級を下げてDREAM再参戦が発表された。
2010年12月31日、フェザー級転向初戦となったDynamite!! 〜勇気のチカラ2010〜で宮田和幸と対戦。宮田にジャーマン・スープレックスで計3度投げられ、0-3の判定負けを喫した。
2011年5月29日、DREAM JAPAN GPで西浦"ウィッキー"聡生と対戦し、3-0の判定勝ち。
2011年9月24日、DREAM.17でリオン武と対戦し、KO負け。
2012年9月30日、修斗でバンタム級キング・オブ・パンクラシストの石渡伸太郎とライト級（-65kg）契約で対戦し、0-3の判定負けを喫した。
2015年1月25日、修斗環太平洋ライト級（-66kg）王座決定戦で中村好史と対戦し、0-3の判定負けを喫し王座獲得に失敗した。なお、この試合は両者合意の上、ヒジ打ちありのルールで行われた。
2017年4月23日、修斗世界フェザー級タイトルマッチで王者の斎藤裕に挑戦し、0-3の判定負けを喫し王座獲得に失敗した。

## ファイトスタイル
UFCに初期の頃から参戦しており、豊富な経験を持ちバランスの取れた試合運びをするオールラウンダーである。特に寝技の技術には長け、相手にバックポジションを奪われた状態から柔軟かつ的確な動きで脱出する技術は「宇野逃げ」と呼ばれ高く評価されている。

## 人物・エピソード
- 2005年11月に結婚し、2006年8月に双子の男児が生まれた[9]。
- 修斗在籍時代より趣味が高じて自らTシャツなどのオリジナルデザインを手がけ、オリジナルアパレルショップ宇野薫商店（UCS）を立ち上げる。また、そのセンスを買われてファッションモデルとしても活躍した。
- 総合格闘技イベント「CAGE FORCE」の命名者であり[10]、アドバイザーを務めていた。
- 海外ではグレムリンに似ているため「リトル・グレムリン」というニックネームを付けられている。また、「Uno Shoten」という自身の経営する宇野商店の名前そのままのニックネームも付けられている。
- 横浜高校の同級生に、レスリング部の渋谷修身、ボクシング部の大和心、野球部の平馬淳・高橋光信がいる。
- 芸能人の友人も多く、同じ横浜高校出身の北川悠仁（ゆず）とは、雑誌やファンクラブ「ゆずの輪」会報などの対談を通し親しくなった。
- プロレスにも適応でき、石澤常光との繋がりから、「BAPE STA!!」や「ファンタジーファイトWRESTLE-1」など、プロレス興行に参戦したこともある。
- 2007年12月9日にホノルルマラソンに挑戦し完走した。
- リングに入場した時には、リングを飛び跳ねながら一周した後、自分のコーナーでばったりと大の字に倒れこむ。
- 2009年6月頃にバンダイとセブン-イレブン・ジャパンが共同開発商品として『キン肉マン×宇野薫 キンケシ』を発売した。2008年に生誕29周年を迎えたキン肉マンが、翌2009年に30周年を迎えるということでかねてからキン肉マンのファンであった宇野薫の発案に生まれた企画であった。

## 戦績

### 総合格闘技
| 総合格闘技 戦績 | 総合格闘技 戦績 | 総合格闘技 戦績 | 総合格闘技 戦績 | 総合格闘技 戦績 | 総合格闘技 戦績 | 総合格闘技 戦績 |
| --------------- | --------------- | --------------- | --------------- | --------------- | --------------- | --------------- |
| 60 試合         | (T)KO           | 一本            | 判定            | その他          | 引き分け        | 無効試合        |
| 34 勝           | 3               | 18              | 13              | 0               | 5               | 0               |
| 22 敗           | 8               | 3               | 11              | 0               | 5               | 0               |

| 勝敗 | 対戦相手                         | 試合結果                            | 大会名 | 開催年月日     |
| ×    | オーディン                       | 2R 0:54 KO (顔面へのヒザ蹴り)       | PROFESSIONAL SHOOTO 2023 Vol.7                                                                                     | 2023年11月19日 |
| ×    | 原口央                           | 5分3R終了 判定0-3                   | VTJ 2021 | 2021年11月6日  |
| ×    | 内藤太尊                         | 2R 4:59 KO（右ストレート）          | PROFESSIONAL SHOOTO 2021 Vol.3                                                                                     | 2021年5月16日  |
| ○    | マーカス・ヘルド                 | 2R 1:56 スリーパーホールド          | SHOOTO 30th ANNIVERSARY TOUR FINAL                                                                                 | 2019年11月24日 |
| ×    | デュアン・ヴァン・ヘルフォート   | 5分3R終了 判定0-3                   | 修斗 30周年記念大会 第2部                                                                                          | 2019年5月6日   |
| ×    | 斎藤裕                           | 5分5R終了 判定0-3                   | 修斗 舞浜アンフィシアター大会 【修斗世界フェザー級チャンピオンシップ】                                             | 2017年4月23日  |
| ○    | ファン・チョンホ                 | 2R 0:31 スリーパーホールド          | 修斗 MOBSTYLES Presents FIGHT & MOSH                                                                               | 2016年4月23日  |
| ×    | 大澤茂樹                         | 2R 4:03 KO（左ストレート→パウンド） | 修斗 | 2015年7月26日  |
| ×    | 中村好史                         | 5分3R終了 判定0-3                   | 修斗 2015年開幕戦 【修斗環太平洋ライト級チャンピオン決定戦】                                                       | 2015年1月25日  |
| ○    | ラージャ・シッペン               | 2R 4:33 リアネイキドチョーク        | VTJ 6th | 2014年10月4日  |
| ○    | 土屋大喜                         | 5分3R終了 判定3-0                   | 修斗 2014年第4戦                                                                                                   | 2014年5月4日   |
| ○    | ジェシー・ブロック               | 5分3R終了 判定3-0                   | VTJ 4th | 2014年2月23日  |
| ○    | ダニエル・ロメロ                 | 2R 2:23 ネックロック                | VTJ 3rd | 2013年10月5日  |
| ○    | アンソニー・アヴィラ             | 3R 1:53 リアネイキドチョーク        | VTJ 2nd | 2013年6月22日  |
| ○    | キム・キュハ                     | 1R 4:10 スリーパーホールド          | 修斗 2013年第2戦                                                                                                   | 2013年3月16日  |
| ×    | 石渡伸太郎                       | 5分3R終了 判定0-3                   | 修斗 | 2012年9月30日  |
| ×    | リオン武                         | 1R 4:18 KO（右ハイキック）          | DREAM.17 | 2011年9月24日  |
| ○    | 西浦"ウィッキー"聡生             | 2R（10分/5分）終了 判定3-0          | DREAM JAPAN GP -2011バンタム級日本トーナメント-                                                                    | 2011年5月29日  |
| ×    | 宮田和幸                         | 2R（10分/5分）終了 判定0-3          | Dynamite!! 〜勇気のチカラ2010〜                                                                                    | 2010年12月31日 |
| ×    | グレイゾン・チバウ               | 1R 4:13 TKO（パウンド）             | UFC Fight Night: Florian vs. Gomi                                                                                  | 2010年3月31日  |
| △    | ファブリシオ・カモエス           | 5分3R終了 判定1-0                   | UFC 106: Ortiz vs. Griffin 2                                                                                       | 2009年11月21日 |
| ×    | スペンサー・フィッシャー         | 5分3R終了 判定0-3                   | UFC 99: The Comeback                                                                                               | 2009年6月13日  |
| ×    | 青木真也                         | 2R（10分/5分）終了 判定0-3          | DREAM.5 ライト級グランプリ2008 決勝戦 【ライト級グランプリ 準決勝】                                                | 2008年7月21日  |
| ○    | 石田光洋                         | 2R 1:39 チョークスリーパー          | DREAM.3 ライト級グランプリ2008 2nd ROUND 【ライト級グランプリ 2回戦】                                              | 2008年5月11日  |
| ×    | アンドレ・ジダ                   | 5分3R終了 判定0-3                   | HERO'S 2007 ミドル級世界王者決定トーナメント決勝戦 【ミドル級トーナメント 準決勝】                                 | 2007年9月17日  |
| ○    | 永田克彦                         | 5分3R終了 判定3-0                   | HERO'S 2007 ミドル級世界王者決定トーナメント開幕戦 【ミドル級トーナメント 1回戦】                                  | 2007年7月16日  |
| ○    | アリ・イブラヒム                 | 1R 1:59 腕ひしぎ十字固め            | HERO'S 2007 開幕戦 〜名古屋初上陸〜                                                                                | 2007年3月12日  |
| ×    | J.Z.カルバン                     | 5分2R終了 判定0-2                   | HERO'S 2006 ミドル&ライトヘビー級世界最強王者決定トーナメント決勝戦 【ミドル級トーナメント 決勝】                  | 2006年10月9日  |
| ○    | アイヴァン・メンジバー           | 5分2R終了 判定3-0                   | HERO'S 2006 ミドル&ライトヘビー級世界最強王者決定トーナメント決勝戦 【ミドル級トーナメント 準決勝】                | 2006年10月9日  |
| ○    | ブラックマンバ                   | 2R 3:30 チョークスリーパー          | HERO'S 2006 ミドル&ライトヘビー級 世界最強王者決定トーナメント準々決勝 【ミドル級トーナメント 準々決勝】           | 2006年8月5日   |
| ○    | オーレ・ローセン                 | 2R 4:36 チョークスリーパー          | HERO'S 2006 ミドル級世界最強王者決定トーナメント開幕戦 【ミドル級トーナメント 1回戦】                              | 2006年5月3日   |
| ○    | リッチ・クレメンテ               | 5分2R終了 判定3-0                   | HERO'S 2006 | 2006年3月15日  |
| ×    | 山本"KID"徳郁                    | 2R 4:04 TKO（左眉尻のカット）       | HERO'S 2005 ミドル級世界最強王者決定トーナメント準決勝 【ミドル級トーナメント 準決勝】                             | 2005年9月7日   |
| ○    | 所英男                           | 5分2R終了 判定3-0                   | HERO'S 2005 ミドル級世界最強王者決定トーナメント準決勝 【ミドル級トーナメント 準々決勝】                           | 2005年9月7日   |
| ×    | ヨアキム・ハンセン               | 3R 4:48 KO（左膝蹴り）              | HERO'S | 2005年3月26日  |
| ○    | セルカン・イルマッツ             | 1R 1:50 腕ひしぎ十字固め            | K-1 WORLD MAX 2005 〜日本代表決定トーナメント〜                                                                    | 2005年2月23日  |
| ○    | チャンデット・ソーパンタレイ     | 2R 0:19 チョークスリーパー          | K-1 PREMIUM 2004 Dynamite!!                                                                                        | 2004年12月31日 |
| △    | 川尻達也                         | 5分3R終了 判定0-1                   | 修斗 | 2004年3月22日  |
| ×    | エルメス・フランカ               | 2R 2:46 KO（右ストレート）          | UFC 44: Undisputed                                                                                                 | 2003年9月26日  |
| △    | BJ・ペン                         | 5分5R終了 判定1-1                   | UFC 41: Onslaught 【ライト級王座決定トーナメント 決勝】                                                            | 2003年2月28日  |
| ○    | ディン・トーマス                 | 5分3R終了 判定3-0                   | UFC 39: The Warriors Return 【ライト級王座決定トーナメント 1回戦】                                                 | 2002年9月27日  |
| ○    | イーブス・エドワーズ             | 5分3R終了 判定3-0                   | UFC 37: High Impact                                                                                                | 2002年5月10日  |
| ×    | BJ・ペン                         | 1R 0:11 KO（スタンドパンチ連打）    | UFC 34: High Voltage                                                                                               | 2001年11月2日  |
| ○    | ファビアノ・イハ                 | 1R 1:48 TKO（パウンド）             | UFC 32: Showdown in the Meadowlands                                                                                | 2001年6月29日  |
| ×    | ジェンス・パルヴァー             | 5分5R終了 判定0-2                   | UFC 30: Battle on the Boardwalk 【UFC世界バンタム級王座決定戦】                                                    | 2001年2月23日  |
| ○    | 佐藤ルミナ                       | 1R 2:21 KO（右フック）              | 修斗 R.E.A.D. 〜2000 SHOOTO〜"UM CAMINHO PARA O CAMPEAO" チャンピオンへの道 【修斗ウェルター級チャンピオンシップ】 | 2000年12月17日 |
| ×    | マーシオ・クロマド               | 3R 1:49 フロントスリーパーホールド  | 修斗 R.E.A.D. 〜2000 SHOOTO〜"UM CAMINHO PARA O CAMPEAO" チャンピオンへの道                                        | 2000年8月27日  |
| ○    | デニス・ホールマン               | 5分3R終了 判定3-0                   | 修斗 R.E.A.D. 〜2000 SHOOTO〜                                                                                      | 2000年4月2日   |
| △    | アンドレ・ペデネイラス           | 8分3R終了 時間切れ                  | VALE TUDO JAPAN '99                                                                                                | 1999年12月11日 |
| ○    | ディン・トーマス                 | 3R 3:16 スリーパーホールド          | IV 修斗 the Renaxis 1999                                                                                           | 1999年9月5日   |
| ○    | 佐藤ルミナ                       | 3R 4:02 スリーパーホールド          | 修斗 the Renaxis 1999 "10 Years Anniversary" 【修斗ウェルター戦王座決定戦】                                        | 1999年5月29日  |
| ○    | ヒカルド・"リッキー"・ボテーリョ | 3R 2:03 ギブアップ（パウンド）      | VALE TUDO JAPAN '98                                                                                                | 1998年10月25日 |
| ○    | スボンコ・セコリエビッチ         | 1R 3:15 三角絞め                    | 修斗 Las Grandes Viajes 4                                                                                          | 1998年7月29日  |
| ○    | イアン・シャファー               | 3R 3:13 腕ひしぎ十字固め            | 修斗 Las Grandes Viajes 3                                                                                          | 1998年5月13日  |
| ○    | ルタ☆ユージ                      | 5分2R終了 判定3-0                   | 修斗 Las Grandes Viajes 2                                                                                          | 1998年3月1日   |
| ×    | 植松直哉                         | 1R 0:23 アキレス腱固め              | ザ・トーナメント・オブ・J '97 【軽量級 決勝】                                                                      | 1997年12月20日 |
| ○    | 小谷ヒロキ                       | 3分2R終了 判定3-0                   | ザ・トーナメント・オブ・J '97 【軽量級 準決勝】                                                                    | 1997年12月20日 |
| ○    | 和知正仁                         | 3分2R終了 判定3-0                   | ザ・トーナメント・オブ・J '97 【軽量級 1回戦】                                                                     | 1997年12月20日 |
| △    | 桑原卓也                         | 5分2R終了 判定1-1                   | 修斗 | 1997年10月12日 |
| ○    | YUZO                             | 1R 2:14 スリーパーホールド          | 修斗 | 1997年6月25日  |
| ○    | パトリック・テイプルズ           | 1R 2:20 フロントチョーク            | エクストリームチャレンジ                                                                                           | 1997年5月28日  |
| ×    | 桜井速人                         | 1R 2:52 腕ひしぎ十字固め            | 修斗 | 1996年10月4日  |

### グラップリング
| 勝敗 | 対戦相手                 | 試合結果                 | 大会名                                     | 開催年月日     |
| △    | 所英男                   | 8分1R終了 時間切れ       | QUINTET FIGHT NIGHT 5 in TOKYO             | 2020年10月27日 |
| ×    | フレジソン・パイシャオン | 2R 3:15 腕ひしぎ十字固め | Grapplers Quest at UFC Fan Expo Vegas 2010 | 2010年5月29日  |
| ○    | ハビエル・バスケス       | 3R終了 判定59-56         | CAND                                       | 2004年10月24日 |
| ×    | 五味隆典                 | 3R終了 判定56-59         | The CONTENDERS 6                           | 2001年10月8日  |
| ○    | 三宅靖志                 | 判定                     | The CONTENDERS 4                           | 2000年11月25日 |
| ×    | 須藤元気                 | 2R終了 判定54-60         | The CONTENDERS 2000                        | 2000年7月1日   |
| △    | 三宅靖志                 | 3R終了 判定1-1           | The CONTENDERS 1                           | 1999年1月31日  |

## 獲得タイトル
- 第4代修斗ウェルター級王座（1999年）
- 第2回アブダビコンバット 77kg未満級 準優勝（1999年）

### 戦績等
- UFC 選手データ
- DREAM 選手データ
- HERO'S 選手データ
- 修斗 選手データ
- K-1 選手データ - ウェイバックマシン（2011年2月20日アーカイブ分）
- MMAjunkie 選手データ
- eFight 選手名鑑
- 宇野薫の戦績 - SHERDOG（英語）